# Bonitinha, mas Ordinária
Otto Lara Rezende ou Bonitinha mas Ordinária é um filme brasileiro de 1963 do gênero drama, dirigido por J.P. Carvalho, com roteiro de Jece Valadão (também produtor e protagonista)  que adaptou a peça homônima de Nelson Rodrigues. Houve refilmagens em 1981 e 2008.Música de Carlos Lyra.
O título original que faz menção a Otto Lara Rezende, deve-se a uma frase atribuída a ele citada pelo personagem de Jece Valadão: "Mineiro só é solidário no câncer".

## Sinopse
Heitor Werneck (Fregolente) é um milionário que pede ao genro Peixoto (André Villon) que procure dentre seus funcionários um rapaz para se casar com sua filha caçula de 17 anos, Maria Cecília (Lia Rossi). A razão é o fato da filha ter sido estuprada por três homens desconhecidos quando estava num automóvel dirigido por Peixoto que sofreu uma pane num local ermo. O escolhido é Edgar (Jece Valadão), funcionário há onze anos na companhia. Mas num primeiro encontro Heitor humilha Edgar considerando que ele fosse um novo "Peixoto", o genro que se casou com a outra filha apenas pelo dinheiro. Edgar não aceita o compromisso, xinga Heitor e abandona o emprego mas volta atrás por se sentir atraído por Maria Cecília. Mas ele também gosta de outra moça, a vizinha Rita (Odete Lara), que trabalha fora para cuidar das três irmãs menores e da mãe doente. Enquanto Edgar luta para provar que não se vendeu, ele terá novas revelações sobre Rita e Maria Cecília, além de conhecer mais de perto a vida decadente de Heitor e Peixoto.

## Elenco
- Jece Valadão... Edgar
- Odete Lara... Rita
- Lia Rossi... Maria Cecilia Weneck
- Fregolente... Heitor Werneck
- Ida Gomes...Lígia, esposa de Heitor e mãe de Maria Cecília
- André Villon...Peixoto
- Ângela Bonatti...Aurora
- Maria Gladys...Dinorá, uma das irmãs de Rita
- Antonia Marzullo...mãe de Rita
- Monah Delacy
- Miguel Ângelo
- Max Augusto
- Roberto Batalin
- Marlene Blanco
- Dinorah Brillanti
- Alberico Bruno
- Milton Carneiro
- Ribeiro Fortes
- Carlos Guimas
- Sandra Menezes
- June Roberts

## Recepção
Em seu  comentário para o Plano Crítico, Leonardo Campos disse que "esta versão de Bonitinha, Mas Ordinária dirigida por J. P. Carvalho pode ser considerada a mais higiênica de todas. A estética cinemanovista está presente, diferente do olhar cru e marginal da versão de Braz Chediak ou da violência explícita da adaptação de Moacyr Góes. Apesar de ser a primeira versão, concentrada em uma época inferior no que tange ao desenvolvimento tecnológico do nosso cinema, as imagens veiculadas pelo filme são bem convincentes e fotografadas."